# Рафаель Ороско
Рафаель Ороско Флорес (ісп. Rafael Orozco Flores; нар. 24 січня 1946 - 24 квітня 1996) — іспанський піаніст.
Навчався в Мадридській консерваторії у Хосе Кубілеса, по закінченні стажувався під керівництвом Алексіса Вайссенберга та Марії Курчо. В 1966 р. виграв Міжнародний конкурс піаністів у Лідсі, чим поклав початок своєї міжнародної кар'єри. Співпрацював з такими диригентами, як Герберт фон Караян, Карло Марія Джуліні та Даніель Баренбойм.
1971 року записав фортепіанну частину саундтрека для біографічного фільму про Чайковського «Любителі музики», який кінокритика розцінила як вкрай невдалий, відзначаючи, однак, майстерність піаніста.
1987 року рідне місто Ороско, Кордова, удостоїло його звання почесного громадянина (дослівно «коханого сина», ісп. Hijo Predilecto), з врученням золотої медалі. Після смерті Ороско міській консерваторії було присвоєно його ім'я.